# Fyns Socialdemokrat
Fyns Socialdemokrat var en dansk avis, der som navnet antyder var tilknyttet Socialdemokratiet.
Avisen udkom første gang i oktober 1896 og udkom fra 1898 også i lokaludgave for Svendborg. Avisens redaktør var i de første år Emil Marott.
Fyns Socialdemokrat gik ind i 1971.

## Ekstern henvisning
- Digitaliserede udgaver af Fyns Socialdemokrat i Mediestream
- Fyns Socialdemokrat i opslagsværket "De Danske Aviser"